# Анджей Ґоломб

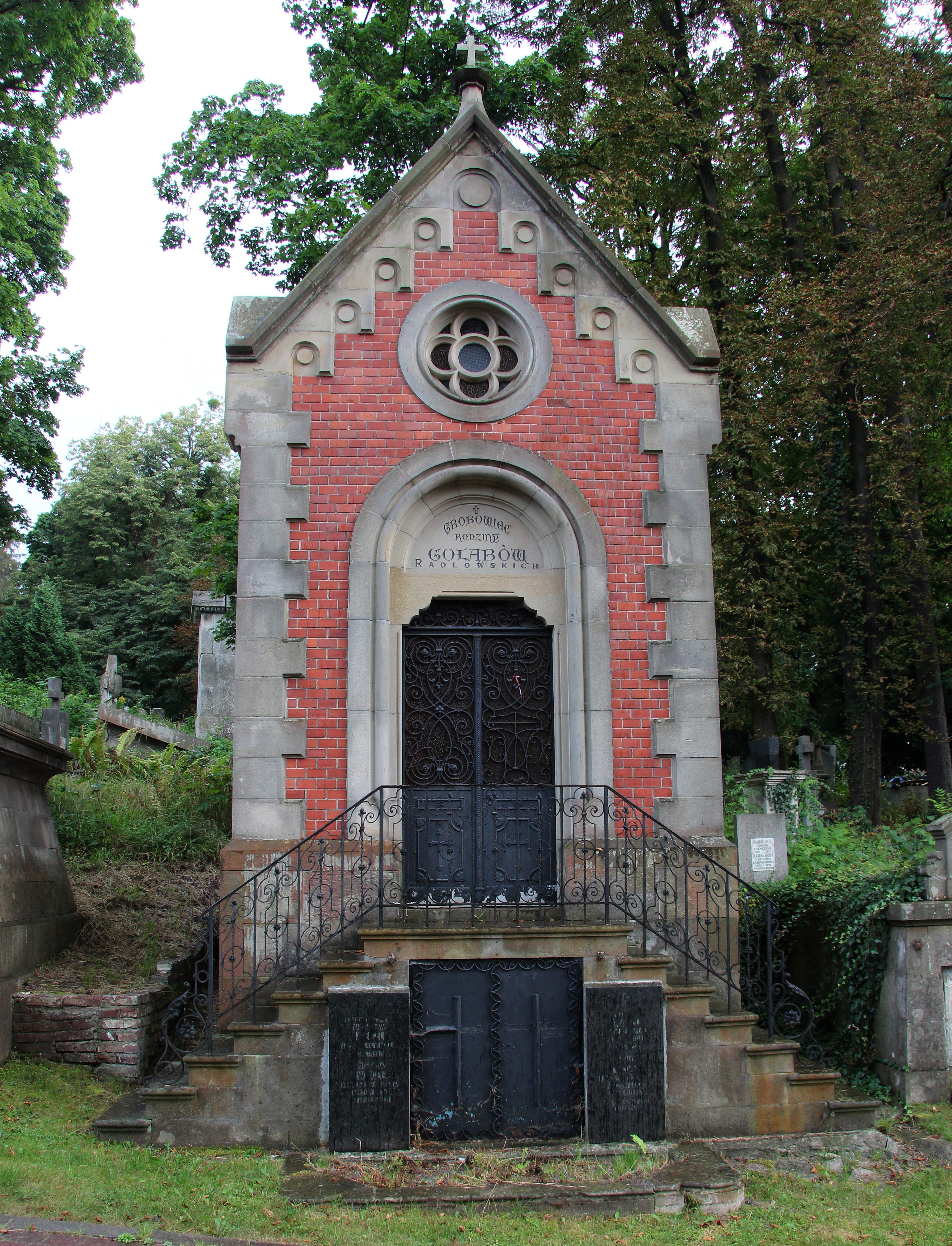

А́нджей Ґоло́мб (пол. Andrzej Gołąb, 1837, Львів — 2 липня 1903, там само) — польський архітектор та підприємець в Галичнині (Австро-Угорщина).

## Біографія
Почав кар'єру як каменярський челядник, з часом став власником великої будівельної фірми. Протягом 25 років був членом магістрату. Член торгово-промислової палати. Провадив активне будівництво у 1887—1903 роках. Споруджував житлові будинки у Личаківській дільниці Львова.
Поширеною є думка про те, що дружина Ґоломба послужила прототипом головної героїні роману Габріелі Запольської «Моральність пані Дульської». Сам же Голомб був відображений як Феліціан Дульський. Цю думку не поділяє польський історик Станіслав Нічея.
Помер Анджей Голомб від цукрового діабету у Львові, похований на полі № 8 Личаківського  цвинтаря у родинній каплиці. Мав чотирьох синів та три доньки. У 1905—1943 роках іменем Ґоломба називалась вулиця у Львові, забудована цим архітектором (нинішня вулиця Верхратського).

## Будинки, споруджені фірмою Анджея Ґоломба
- Вулиця Личаківська, будинки № 9, 39—47, 55, 57.
- Ансамблі вулиць Верхратського, Заньковецької, Кравчука, Садовського, Севастопольської, Патріарха Димитрія Яреми.
- Окремі будинки на вулиці Бандери, 87, Левицького, 17, Крушельницької, 5, Мартовича, 9, Франка, 9, 28; Лисенка, 2—10; Валова, 19[1].
- Дім убогих ізраелітів Фундації Германа Гешелеса на вулиці Заводській, 36 у Львові (1895—1896)[2].
- Синагога «Зіхрон Йозеф» на вулиці Заводській, 3 у Львові (1897—1898)[3].
- Житловий триповерховий будинок на вул. Кльоновича, 7 у Львові (1898)[4].